# La moglie del mio cliente
La moglie del mio cliente è un  cortometraggio muto italiano del 1912 diretto e interpretato da Eleuterio Rodolfi.